# Bromus vulgaris
Bromus vulgaris là một loài thực vật có hoa trong họ Hòa thảo. Loài này được (Hook.) Shear mô tả khoa học đầu tiên năm 1900.